# Barbara Bujka
Barbara Bujka (Budapeste, 5 de setembro de 1986) é uma jogadora de polo aquático húngara.

## Carreira
Bujka fez parte da equipe da Hungria que finalizou na quarta colocação nos Jogos Olímpicos de 2016, no Rio de Janeiro.